# Creugas silvaticus
Creugas silvaticus är en spindelart som först beskrevs av Arthur M. Chickering 1937.  Creugas silvaticus ingår i släktet Creugas och familjen flinkspindlar.
Artens utbredningsområde är Panama. Inga underarter finns listade i Catalogue of Life.